# مصطفی امینی
مصطفی امینی (انگلیسی: Mustafa Amini؛ زاده ۲۰ آوریل ۱۹۹۳) بازیکن فوتبال افغانستانی - استرالیایی است. پدر وی افغانستانی هزاره و مادرش اهل نیکاروگوئه است. او در سوپر لیگ فوتبال دانمارک، باشگاه ورزشی آرهوس، بوروسیا دورتموند آلمان و تیم ملی فوتبال افغانستان بازی می‌کند.

## اوایل زندگی
وی در سیدنی استرالیا از پدری هزاره و مادری آفریقایی - نیکاراگوئه‌ای است، امینی در منطقه غرب سیدنی بزرگ شده است. او در مدرسه عمومی وینت‌ورت ویل و دبیرستان ورزشی ویست‌فیلد تحصیل کرد. وقتیکه برای قلمرو پایتختی استرالیا بازی می کرد به کالج لیک جینی‌دیرا در ACT رفت و مدرک فارغ التحصیلی ١٢ خود را در مارس ٢٠١٠ به دست آورد. امینی مدل موی متمایز "afro" می پوشد و به زبان های دری و اسپانیایی تسلط کامل دارد.

## حرفه باشگاهی

### سنترال کوئست مارنر
قبل از امضای بورس سنترال کوئست مارنر، امینی برای بلک تاون سیتی بازی می‌کرد. وی با عقد قراردادی دو ساله در این لیگ به امضای قرارداد با سنترال کوئست مورنر موافقت کرد. امینی اولین بازی خود را برای تیم بزرگسالان در یک بازی دوستانه مقابل هم تیمی گاسفورد سنترال کوست لایتنینگ انجام داد که مارینرز ١-٧ برنده شد. امینی در ٢٠ اکتبر ٢٠١٠ اولین بازی رسمی خود را برای تیم فوتبال مارینرز در مسابقه‌ای مقابل بریزبن روار انجام داد. اولین گل وی در پیروزی ١-٣ مقابل گولد کوست یونایتد در ٩ فوریه ٢٠١١ بود.

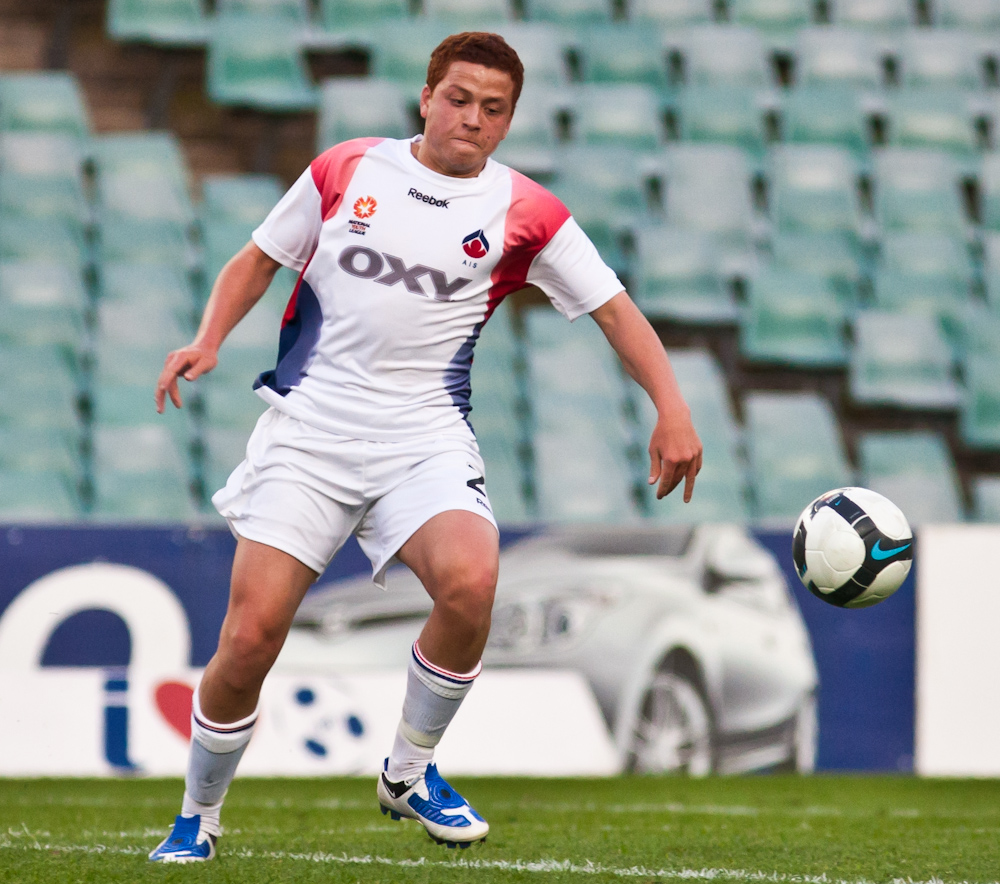
امینی برای AIS بازی می کند

فرم عالی امینی در طول فصل آی-لیگ ٢٠١١-٢٠١٠ بیشتر مورد توجه باشگاه های خارج مخصوصا بوروسیا دورتموند و بایرن مونیخ قرار گرفت. متعاقباً اعلام شد که امینی قرار است دو هفته در معامله با بوروسیا دورتموند به منظور آماده سازی جام جهانی فوتبال زیر ٢٠ سال به هدف امضای قرارداد طولانی مدت با باشگاه بوندسلیگا بود. فقط چند روز پس از معامله، بوروسیا دورتموند علناً اعلام کرد که این جوان توجه مدیر تیم اصلی یورگن کلوپست را به خود جلب کرده است که "او قطعاً می تواند فوتبال بازی کند و یک استعداد واقعاً بزرگی است."

### بروسیا دورتموند
در ٤ ژوئیه ٢٠١١، اعلام شد که امینی با باشگاه بوندسلیگا بوروسیا دورتموند، قراردادی چهار ساله به امضا رسانده است. با این حال، امینی در ابتدا تا ٣١ مه ٢٠١٢ به سنترال مارنرز قرض می‌رفت، که باعث می شد وی بتواند برای فصل ٢٠١٢-٢٠١٣ آی-لیگ و همچنین مرحله گروهی لیگ قهرمانان آسیا بازی‌کند. او توانست در مرحله فینال سنترال کوست بسیار عالی بازی کند.
در ١١ ژوئیه ٢٠١٢، امینی اولین بازی خود را برای بوروسیا دورتموند در یک بازی دوستانه برابر اس‌وی میپن انجام داد و در دقیقه ٦٣ یک گل به ثمر رساند و باعش پیروزی ٢-١ برای دورتموند گردید. امینی اولین گل خود را برای تیم دوم در یک بازی برابر ام‌اس‌وی دیزبورگ در روز هفتم مسابقه در فصل ٢٠١٣-٢٠١٤ لیگا به ثمر رساند.
در مارس ٢٠١٥، امینی اعلام کرد که پس از سه سال بازی در بروسیا دورتموند، با پایان قراردادش در ژوئن، باشگاه را ترک خواهد کرد.

### باشگاه فوتبال راندرز
امینی در ژوئن ٢٠١٥ یک قرارداد سه ساله با سوپرلیگ دانمارک باشگاه راندرز امضاکرد. او گل اول بازی را در پیروزی ٣-٠ در مرحله برگشت مقدماتی لیگ یوفا برابر سانت ژولیا به ثمر رساند.

### باشگاه فوتبال آرهوس
در ژوئن ٢٠١٦، امینی با قراردادی چهار ساله به تیم فوتبال آرهوس رفت. وی با یک گل و یک پاس گل در یک پیروزی ٢-١ خارج از خانه در سوپرلیگای ١٧ جولای ٢٠١٦، اولین بازی خوبی خود را برای آرهوس به‌نمایش گذاست.

## حرفه بین‌المللی

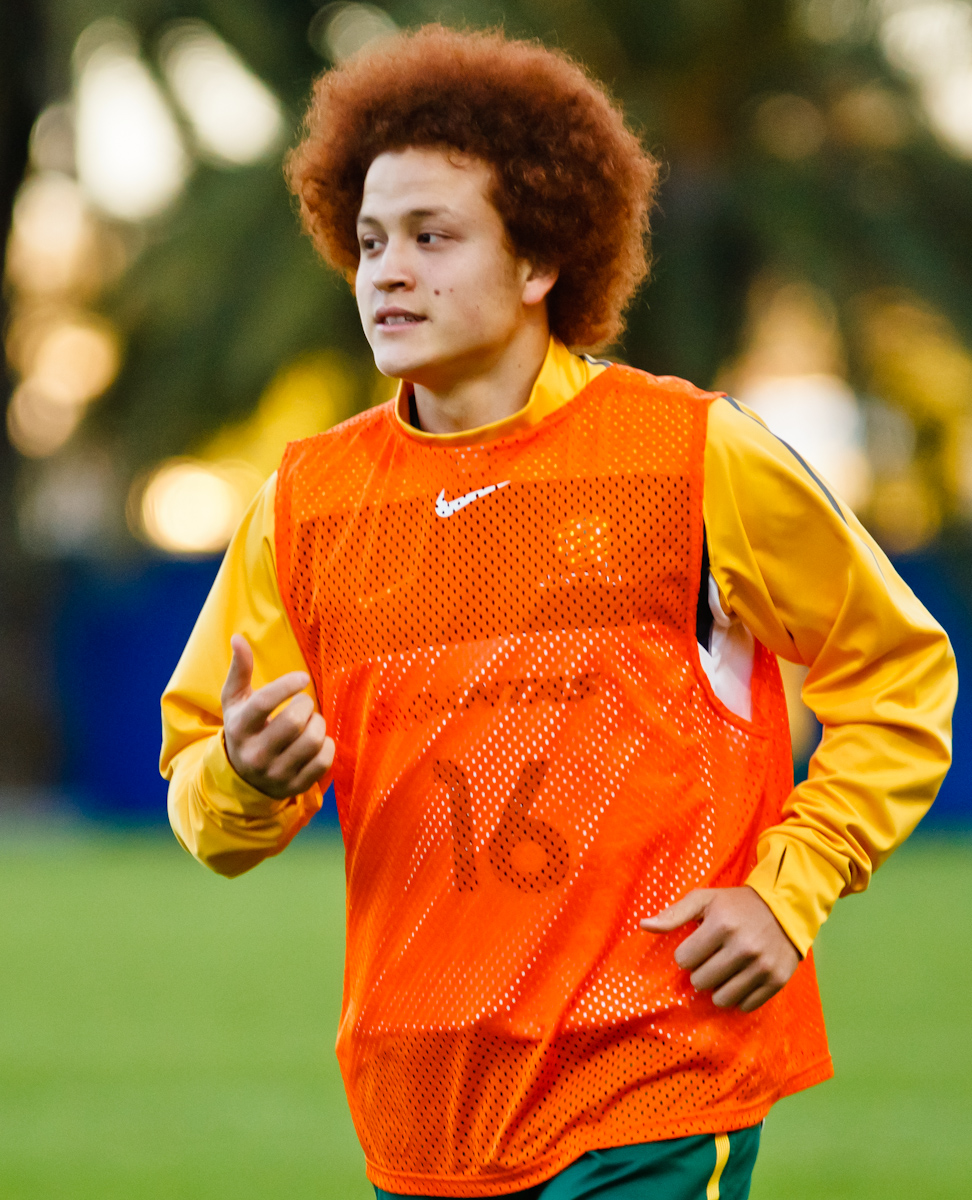
مصطفی امینی با تیم ملی فوتبال زیر ٢٣ سال استرالیا تمرین می کند. ٢٠١١

### خردسالی
در آوریل ٢٠٠٩، امینی برای اولین بار در تیم زیر ١٧ سال استرالیا برای دو بازی در مقابل ترکیه انتخاب شد. او اولین بازی خود در مسابقات جویز را در اولین مسابقه از این فصل انجام داد، این بازی ٠-١ باخت. در نیمه اول این مسابقه او به عنوان مدافع آغاز به بازی کرد، اما در نیمه دوم به خط میانی رفت و در اواخر بازی تعویض شد. او همچنین در بازی برگشت بازی کاملی انجام داد اما شکست ٢-١ نصیب تیم شد.
امینی برای بازی در تیم زیر ٢٠ سال استرالیا نیز انتخاب شد تا از ٣ تا ١٩ آوریل در یک تور چهار مسابقه‌ای در آمریکای جنوبی مقابل تیم‌های زیر ٢٠ سال آرژانتین و زیر ٢٠ سال پاراگوئه بازی کند. وی سپس برای مسابقات جوانان زیر ١٩ سال استرالیا مجدداً برای تیم زیر ٢٠ سال انتخاب گردید. امینی اولین گل خود را برای تیم زیر ٢٠ سال استرالیا در مسابقات قهرمانی جوانان زیر ١٩ سال AFF در پیروزی ٤-١ مقابل تیم زیر ٢٠ ویتنام سال به ثمر رساند.

### بزرگسالی
در ٢٣ مارس ٢٠١١، امینی پس از تأثیرگذاری در معامله بوروسیا دورتموند، توسط سرمربی هولگر اوسیک که در آلمان بود به اردوی تمرینی تیم ملی استرالیا فراخوانده شد.
امینی جوان از میان فهرست ٤٣ بازیکن برای حضور در تیم ملی افغانستان برای چلنج کاپ ٢٠١٤ در اردوی آماده سازی بازیکنان قطر انتخاب گرید، اما او این درخواست را رد کرد و گفت: "فقط اگر فرصتی پیدا کنم می خواهم برای استرالیا بازی کنم".
پیش از مسابقات مقدماتی جام جهانی در مارس ٢٠١٧، امینی به تیم بزرگسالان استرالیا دعوت شد. او در ٢٨ مارس ٢٠١٧ مقابل امارات متحده عربی در ورزشگاه آلیانز سیدنی شروع به بازی کرد، اما در دقیقه ٨٧ تعویض شد.
در ٢٠ نوامبر ٢٠١٨، امینی اولین حضور ابتدایی خود را برای تیم ملی استرالیا در استادیوم سیدنی در یک بازی دوستانه برابر لبنان در مقابل جمعیتی از ٣٣٢٦٨ نفر انجام داد. در آن زمان، امینی در دقیقه ٧٤ با جیمز جگگو جایگزین شد که توانست با سه گل استرالیا را سه به صفر مقابل لبنان به پیروزی برساند. 

## آمار بازی‌ها

### آمار باشگاهی
تا تاریخ قبل از ۱۵ دسامبر ۲۰۱۹
| باشگاه              | فصل       | بخش                    | لیگ  | لیگ | جام  | جام | دیگر | دیگر | مجموع | مجموع |
| باشگاه              | فصل       | بخش                    | حضور | گول | حضور | گول | حضور | گول  | حضور  | گول   |
| ------------------- | --------- | ---------------------- | ---- | --- | ---- | --- | ---- | ---- | ----- | ----- |
| سنترال کوست مارنرز  | ٢٠١٠-٢٠١١ | ای-لیگ                 | 23   | 1   | 0    | 0   | 0    | 0    | 23    | 1     |
| سنترال کوست مارنرز  | ٢٠١١-٢٠١٢ | ای-لیگ                 | 18   | 2   | 0    | 0   | 4    | 1    | 22    | 3     |
| سنترال کوست مارنرز  | مجموع     | مجموع                  | 41   | 3   | 0    | 0   | 4    | 1    | 45    | 4     |
| بوروسیا دورتموند دو | ٢٠١٢-٢٠١٣ | لیگا ۳                 | 14   | 0   | 0    | 0   | 0    | 0    | 14    | 0     |
| بوروسیا دورتموند دو | ٢٠١٣-٢٠١٤ | لیگا ۳                 | 15   | 1   | 0    | 0   | 0    | 0    | 15    | 1     |
| بوروسیا دورتموند دو | ٢٠١٤-٢٠١٥ | لیگا ۳                 | 28   | 2   | 0    | 0   | 0    | 0    | 28    | 2     |
| بوروسیا دورتموند دو | مجموع     | مجموع                  | 57   | 3   | 0    | 0   | 0    | 0    | 57    | 3     |
| راندرز              | ٢٠١٥-٢٠١٦ | سوپرلیگ فوتبال دانمارک | 29   | 0   | 3    | 0   | 4    | 1    | 36    | 1     |
| باشگاه ورزشی آرهوس  | ٢٠١٦-٢٠١٧ | سوپرلیگ فوتبال دانمارک | 32   | 5   | 2    | 0   | 4    | 0    | 38    | 5     |
| باشگاه ورزشی آرهوس  | ٢٠١٧-٢٠١٨ | سوپرلیگ فوتبال دانمارک | 31   | 1   | 1    | 0   | 1    | 0    | 33    | 1     |
| باشگاه ورزشی آرهوس  | ٢٠١٨-٢٠١٩ | سوپرلیگ فوتبال دانمارک | 31   | 2   | 2    | 2   | 0    | 0    | 33    | 4     |
| باشگاه ورزشی آرهوس  | ٢٠١٩-٢٠٢٠ | سوپرلیگ فوتبال دانمارک | 16   | 2   | 0    | 0   | 0    | 0    | 16    | 2     |
| باشگاه ورزشی آرهوس  | مجموع     | مجموع                  | 110  | 10  | 5    | 2   | 5    | 0    | 120   | 12    |
| مجموع کل            | مجموع کل  | مجموع کل               | 237  | 16  | 8    | 2   | 13   | 2    | 258   | 20    |

### آمار بین‌المللی
بعد از ١٥ اکتبر ٢٠١٩.
| تیم ملی فوتبال استرالیا | تیم ملی فوتبال استرالیا | تیم ملی فوتبال استرالیا |
| سال                     | حضور                    | گول                     |
| ----------------------- | ----------------------- | ----------------------- |
| ٢٠١٧                    | ٢                       | ٠                       |
| ٢٠١٨                    | ٣                       | ٠                       |
| ٢٠١٩                    | ٣                       | ٠                       |
| مجموع                   | ٨                       | ٠                       |